# Symfonie nr. 4 (Rosenberg)
Hilding Rosenberg componeerde zijn Symfonie nr. 4 Openbaring van Johannes in 1940. Het was het resultaat van een opdracht van de Zweedse omroep.
Deze symfonie werd geschreven in een stijl die toen in Zweden werd "uitgevonden": het dramatorium. Het is een combinatie van drama, een oratorium en een symfonie. De componist vond het zelf een symfonie met zang, maar de citaten van de bijbeltekst wijst ook op een oratorium. Oorspronkelijk was zijn Symfonie nr. 3 ook in die stijl gecomponeerd, maar de componist haalde daar de tekst weg, zodat een instrumentale symfonie ontstond. Symfonie 4 is ook haar oorspronkelijke versie kwijtgeraakt. Origineel is het geschreven voor spreker, koor en orkest; bij de revisie in 1948 en 1949 is de spreker vervangen door een bariton. Het werk bestaat uit acht delen, waarbij de delen zelf worden verzorgd door het orkest alleen, het koor alleen of een combinatie van die twee. Het originele slot was geschreven voor a capella-koor. De spreker praatte als het ware de delen aan elkaar met teksten uit Johannes. Het koor zingt de tekst van gedichten van Hjalmar Gullberg ("Uppenbarelseboken i skyddsrummet" uit Fem kornbröd och två fiskar). De slottekst bestaat uiteraard uit Amen.

## Originele versie
Van de eerste uitvoering zijn fragmenten bewaard gebleven. Rosenberg dirigeerde de uitvoering zelf op 6 december 1940 toen Europa in vuur en vlam stond vanwege de Tweede Wereldoorlog. Deze opnamen met aanvulling van een concert gegeven in 1944 zijn verschenen op het kleine Zweedse platenlabel Caprice records in een verzamelbox geheel gewijd aan componist, dirigent en pianist Rosenberg en die bevat tevens de originele uitvoering van zijn derde symfonie.

## Tweede versie
In 1945 verscheen er een tweede versie; het orkest was vervangen door een orgel.

## Derde versie
In 1999 kwam hetzelfde label met een nieuwe opname, opgenomen in 1992. Sixten Ehrling stond toen op de bok voor het Göteborg Symfonie Orkest.De registreerde de derde versie uit 1949, die haar eerste uitvoering beleefde op 28 november 1958 onder leiding van Tor Mann.

## Delen
1. Largamente
  1. This Is Now The Revelation Of Jesus Christ... – koor en orkest
  2. Recitative: I John Who Also Am Your Brother.../Attacca – spreker / bariton
2. Allegro moderato
  1. Holy, Holy, Holy Almighty, Lord God Almighty/Attacca – koor / orkest
  2. The Flames Rise From An Isle.../Attacca – koor /orkest
3. Allegro con bro
  1. Recitative: And There Appeared Great Wonder In Heaven.../Attacca – spreker/bariton
  2. We Earthly Women, Races All In Chorus.../Attacca – koor en orkest
  3. Recitative: And I Saw A Wild Beast Rising Up Out Of The Sea/Attacca – spreker / bariton
4. Allegro moderato energico
  1. If Any Give Captivity, He Shall Have Captivity.../Attacca – koor en orkest
  2. Here Is Wisdom Fulfilled, Here The Count Of The Beast... – koor en orkest
5. Andante tranquillo
  1. Recitative: And These Things Saith He That Hath The Seven.../Attacca – spreker / bariton
  2. I Know Thee, Know What Fails Thee... – koor en orkest
  3. Recitative: And I Looked, And Behold A White Cloud.../Attacca – spreker/ bariton
6. Allegro con fuoco
  1. Fear The Lord! And Give To Him Glory... – koor en orkest
  2. That Hour Is Worth All Glory... – koor en orkest
  3. Recitative: And I Saw Heaven Open'd And Behold A White Horse.../Attacca – spreker en orkest
7. Tempo di marcia moderato
  1. Attacca – orkest
  2. O Vision Of White Horses!/Attacca – koor en orkest
  3. Halleluja! Salvation, Glory, Honour, And Power Unto Our God! – koor en orkest
  4. Recitative: And I Saw A New Heaven And A New Earth.../Attacca – spreker / bariton
8. Koral och final: maestoso: And He Upon The Throne Made Proclamation.../Finale – koor

## Orkestratie
De orkestratie is niet geheel duidelijk; er zijn twee manuscripten, waarschijnlijk te danken aan het feit dat het werk behoorlijk aangepast is. Twijfels zijn er over een piccolo en althobo.
- 2 dwarsfluiten, 2 hobo’s, 2 klarinetten en 2 fagotten;
- 4 hoorns, 4 trompetten, 3 trombones 1 tuba
- 3 of 4 saxofoons
- percussie waaronder pauken; celesta of piano
- violen, altviolen, celli, contrabassen.

## Discografie
- Uitgave Caprice Records: voorloper van het Koninklijk Filharmonisch Orkest van Stockholm o.l.v. componist met André Wahl als spreker
- Uitgave Caprice Records: Göteborg Symfonie Orkest o.l.v. Sixten Ehrling met Håkan Hakegård als bariton
- beide gebruiken het koor van de Zweedse Omroep.